# Ideación suicida
La ideación suicida se define como la «presencia de deseos de muerte y de pensamientos persistentes de querer matarse» y representa la primera fase de lo que se conoce como conducta suicida. Galynker (2017) indica que el término «abarca una amplia gama de cogniciones, desde fugaces e infrecuentes hasta persistentes e implacables».

## Definición
El Manual diagnóstico y estadístico de los trastornos mentales en su quinta edición (DSM-5), de la Asociación Estadounidense de Psiquiatría (APA), define la ideación suicida como aquellos «pensamientos sobre autolesiones, con la consideración deliberada o la planificación de las posibles técnicas para causar la propia muerte». En este sentido, la Clasificación Internacional de Enfermedades, en su versión 11 (CIE-11), de la Organización Mundial de la Salud (OMS), la plantea de la siguiente forma: «Pensamientos, ideas o reflexiones en torno a la posibilidad de poner fin a la vida propia, desde pensar que uno estaría mejor muerto hasta la formulación de planes detallados para suicidarse». Sadock, Sadock y Ruiz (2015) destacan que la gravedad de la ideación suicida —«pensamiento sobre fungir como agente de la muerte de uno mismo»— «puede variar según la especificidad de los planes suicidas y el grado de intención suicida».

## Tipos
Algunos autores hacen la distinción entre las formas pasiva y activa de la ideación suicida, en la que la primera implica un deseo de morir, pero sin planes específicos, mientras que la segunda conlleva la existencia del deseo de muerte y de un plan. La forma pasiva «puede dejar tiempo para intervenciones», pero también transformarse súbitamente en activa. Liu, Bettis y Burke (2020) ejemplifican la forma pasiva como el «deseo de morir» y la activa como el «deseo de matarse», pero plantean: «La idea de que la ideación suicida tiene una gravedad clínica moderada en comparación [con la activa] puede conducir a la conclusión, en las evaluaciones del riesgo de suicidio, de que los individuos con ideación pasiva tienen un riesgo relativamente menor de un comportamiento suicida». Sobre esa postura, argumentan: «Es incierto, sin embargo, hasta qué grado esa posición tiene respaldo empírico». Igualmente, resaltan evidencia de que las formas pasiva y activa podrían ser «comparables [...] en su asociación con resultados negativos para la salud mental, incluyendo comportamiento suicida».
Al respecto, Simon (2014) sostiene: «Cuando un paciente reporta ideación suicida pasiva, el médico puede aprovecharlo como un indicador de bajo riesgo de suicidio», sin embargo, argumenta que la ideación debe «evaluarse cuidadosamente, no etiquetarse» —«El reporte de un paciente de ideación suicida pasiva es el inicio, no el final, de una rigurosa evaluación del riesgo de suicidio»—. A partir de datos de 85 pacientes ancianos con depresión, Szanto y colaboradores (1996) encontraron que los individuos con ideación suicida activa tenían puntuaciones significativamente mayores en el Inventario de Depresión de Beck, además de que eran más propensos a expresar autorechazo y autodesprecio. Fuera de esas diferencias, los autores hallaron que «ambos grupos no difieren respecto a sus antecedentes de intentos de suicidio u otros índices de morbilidad afectiva y, en general, parecen ser más parecidos que diferentes».

## Características
La ideación suicida es uno de los factores de riesgo de suicidio más «significativos», a su vez, la depresión es uno de los «predictores más fuertes» de la ideación. Galynker (2017) señala que varía en intensidad y frecuencia, «desde pensamientos que se observan con una leve curiosidad y no provocan un impacto duradero, a pensamientos que pueden reprimirse fácilmente, a pensamientos constantes e incontrolables». En adolescentes y adultos jóvenes, de 15 a 24 años, su gravedad e intensidad son «significativos predictores independientes de futuros intentos de suicidio en un periodo de nueve meses». Rozanov y Rakhimkulova (2017) indican que, en la población adolescente, la ideación es «impredecible y puede cambiar bruscamente de pasiva a activa dentro de un cierto período de tiempo». Dentro del mismo grupo, existe una elevada prevalencia —11 a 14 % en población occidental y de 12 a 17 % en culturas asiáticas—. Gold (2020) —que cita a Kessler y colaboradores (1999)— señala que, según datos de la Encuesta Nacional de Comorbilidad de Estados Unidos, un aproximado de 90 % de los intentos de suicidio no planeados y en torno a un 60 % de los primeros intentos planeados ocurrieron dentro de un año de la aparición de la ideación suicida. Asimismo, se registraba un 34 % de posibilidades de que existiera una transición de la ideación a la planificación. Estudios estadounidenses reportaban en 2008 una prevalencia durante la vida de ideación suicida de 9.2 %.
Con respecto a otros grupos etarios, Dong y colaboradores (2019) estimaron, en individuos estadounidenses de 51 años o más, que entre 10.9 % y 13.3 % experimentó ideación suicida pasiva en el año previo. Sin embargo, destacaban que en adultos mayores fallecidos por suicidio, más propensos a presentar enfermedades médicas o dolor crónico, tienen menos probabilidades de presentar síntomas psiquiátricos o diagnósticos clínicos en comparación con individuos más jóvenes. Los autores plantean: «Nuestros hallazgos demuestran que las encuestas que dependen de los síntomas depresivos como indicadores de detección de tendencias suicidas pasan por alto sistemáticamente casos de ideación pasiva en adultos mayores». En suma, en adultos mayores, la ideación suicida pasiva «puede presentarse en personas que no estarían consideradas deprimidas bajo los estándares típicos».

## Teorías
Domènech-Llaberia (2005) enmarca esta condición dentro de la conducta suicida, de igual forma que Rodríguez y Ortuño (2010) consideran que existe un contínuum «que abarca desde la ideación suicida hasta, en último extremo, el suicidio consumado» y plantean que:

Los actos suicidas, por lo general, no son impulsivos o impredecibles. En la mayoría de los casos, los planes suicidas [se] desarrollan gradualmente. [...] Por eso algunos autores hablan de la dinámica del suicidio. En primer lugar, nos encontramos con la fase ideativa, en la que el paciente fantasea con la idea de suicidio y sus posibles consecuencias. Posteriormente, se observa una fase de lucha, de intensa angustia. Seguidamente, el paciente presenta una fase de relajación porque la decisión está ya tomada.

La teoría interpersonal psicológica del suicidio plantea la hipótesis de que «un individuo, para desear el suicidio, debe percibir un sentido de pertenencia con la comunidad interrumpido (pertenencia frustrada) y notarse como una carga para los demás (carga percibida)». Cada factor podría conducir a la ideación suicida pasiva, pero, combinados con la desesperanza, es más posible la aparición de la ideación activa. No obstante, una revisión sistemática de 2016 encontró resultados «mixtos» al evaluar 66 estudios que analizaron la teoría, con la mayoría sustentados en población estudiantil o clínica. Batterham y colaboradores (2018) aseveran: «Probar las hipótesis de la [teoría interpersonal psicológica del suicidio] a través de muestras de estudiantes de grado podría no reflejar el contexto poblacional más amplio en el que ocurren los comportamientos suicidas, a la vez que las muestras clínicas podrían estar restringidas a la minoría de individuos que buscan atención». Otras teorías —el modelo volitivo-motivacional integrado, la teoría de los tres pasos y la teoría de la vulnerabilidad fluida— se enfocan también en diversos factores, como la «percepción de ser una carga para sí mismo, para las amistades o para la familia», la «pertenencia frustrada», la desesperanza y el «atrapamiento o la percepción de estar bloqueado».

## Evaluación y manejo
La evaluación de la ideación suicida puede variar de cribados de una o dos preguntas a instrumentos específicamente desarrollados, como el Chronological Assessment of Suicidal Events, la Escala de Ideación Suicida de Beck, la Escala de Ideación Suicida de Roberts o el Inventario de Ideación Suicida Positiva y Negativa. No obstante, Klonsky, May y Saffer (2016) sostienen que la variabilidad en los «enfoques de medición» permite que esta se pueda enmarcar en diferente contextos y periodos de tiempo, «lo que conduce a confusión dentro de la literatura». «Por ejemplo, la presencia de ideación algunas veces se operacionaliza como pensamientos fugaces sobre suicidio, y en otras ocasiones requiere gravedad y frecuencia intensas». Por su parte, Simon (2014) defiende que «ninguna escala puede sustituir una evaluación rigurosa».
Su valoración requiere considerar «contenido, intensidad, duración y episodios previos», y la combinación de instrumentos de autoevaluación y entrevistas estructuradas puede ser benéfica para las personas con «dificultades para verbalizar la ideación». Entre las entrevistas se encuentra la Escala de Pensamientos y Conductas Autolesivas, de 169 ítems, que incluyen la ideación, planes, gestos e intentos suicidas. Klonsky, May y Saffer (2016) afirman que los pensamientos y comportamientos suicidas son «difíciles de tratar», además de que «no existen tratamientos altamente efectivos». Empero, apuntan que algunas terapias tienen mayor respaldo empírico y destacan la terapia dialéctica conductual, la terapia cognitiva para la prevención del suicidio o la evaluación y manejo colaborativo del riesgo de suicidio.